# Държавна награда „Св. Паисий Хилендарски“
Държа̀вната награ̀да „Св. Паѝсий Хиленда̀рски“ е учредена на 28 юли 2000 г. Присъжда се ежегодно, през ноември от министър-председателя, на български творци и изпълнители на произведения, свързани с българската история и традиции. Наградата включва почетен знак с образа на Св. Паисий Хилендарски, грамота и парична сума от 10 000 лв.

## Носители
- 2000 – проф. Вера Мутафчиева[3]
- 2001 – акад. Светлин Русев[4]
- 2002 – проф. Стефан Данаилов
- 2003 – Йордан Радичков[5]
- 2004 – проф. Христо Христов
- 2005 – арх. Богдан Томалевски[6]
- 2006 – проф. Богомил Райнов[7]
- 2007 – Валери Петров[8]
- 2008 – Рангел Вълчанов[9]
- 2009 – проф. Крум Дамянов[10]
- 2010 – Наум Шопов[11]
- 2011 – Христо Ганев
- 2012 – чл.-кор. проф. Елка Бакалова[12]
- 2013 – Анжел Вагенщайн[13]
- 2014 – акад. Антон Дончев[14]
- 2015 – акад. Васил Казанджиев[15]
- 2016 – акад. Пламен Карталов[16]
- 2017 – Владимир Зарев[17]
- 2018 – Васил Михайлов[18]
- 2019 – проф. Димитрина Гюрова[19]
- 2020 – проф. Вера Найденова[20]
- 2021 – проф. Надежда Драгова[21]
- 2022 – акад. Людмил Стайков[22]
- 2023 – проф. Кирил Топалов